# Mieczysław Cholewa (żołnierz)
Mieczysław Cholewa (ur. 28 października 1915 w Lublinie, zm. 7 czerwca 1975) – polski żołnierz, członek ostatniej załogi składnicy wojskowej Westerplatte, kawaler orderów.

## Życiorys
Był synem Jana i Anieli z domu Sorok. Przed powołaniem do wojska pracował na roli oraz przy budowie dróg. W latach 1937–1938 odbywał czynną służbę wojskową w 77 Pułku Piechoty w Lidzie. Następnie został skierowany do szkoły podoficerskiej. 18 maja 1939 w stopniu kaprala został przeniesiony na Westerplatte. W trakcie polskiej wojny obronnej września 1939 roku brał udział w obronie Wojskowej Składnicy Tranzytowej na Westerplatte jako działowy działa przeciwpancernego w rejonie torów kolejowych. Został kontuzjowany w wyniku wybuchu bomby, a po kapitulacji trafił do niewoli niemieckiej jako jeniec Stalagu IA.
Został wyzwolony przez wojska amerykańskie w maju 1945 i służył w amerykańskiej kompanii wartowniczej. Do Polski powrócił w październiku 1946 i osiadł w rodzinnej miejscowości swojej żony – Rudzie Śląskiej. Do przejścia na emeryturę w 1973 pracował w Kopalni Węgla Kamiennego „Bielszowice”.
Pochowany został na Cmentarzu Parafialnym przy ul. Kokota w Rudzie Śląskiej (miejsce A – 23 - 9).

## Wybrane odznaczenia
- Srebrny Krzyż Orderu Virtuti Militari (1990)[1],
- Order Sztandaru Pracy, II klasy (1968)[1],
- Złoty Krzyż Zasługi (1963)[1],
- Srebrny Krzyż Zasługi (1955)[1],
- Brązowy Krzyż Zasługi (1952)[1],
- Medal Zwycięstwa i Wolności 1945 (1951)[1],
- Brązowy Medal „Zasłużonym na Polu Chwały” (1960)[1],
- Odznaka Grunwaldzka (1960)[1]